# Taylor Phinney
Taylor Phinney (nascido em 27 de julho de 1990) é um ciclista de pista e de estrada profissional norte-americano que competiu no ciclismo nos Jogos Olímpicos de Verão de 2008, 2012 e 2016, representando os Estados Unidos.

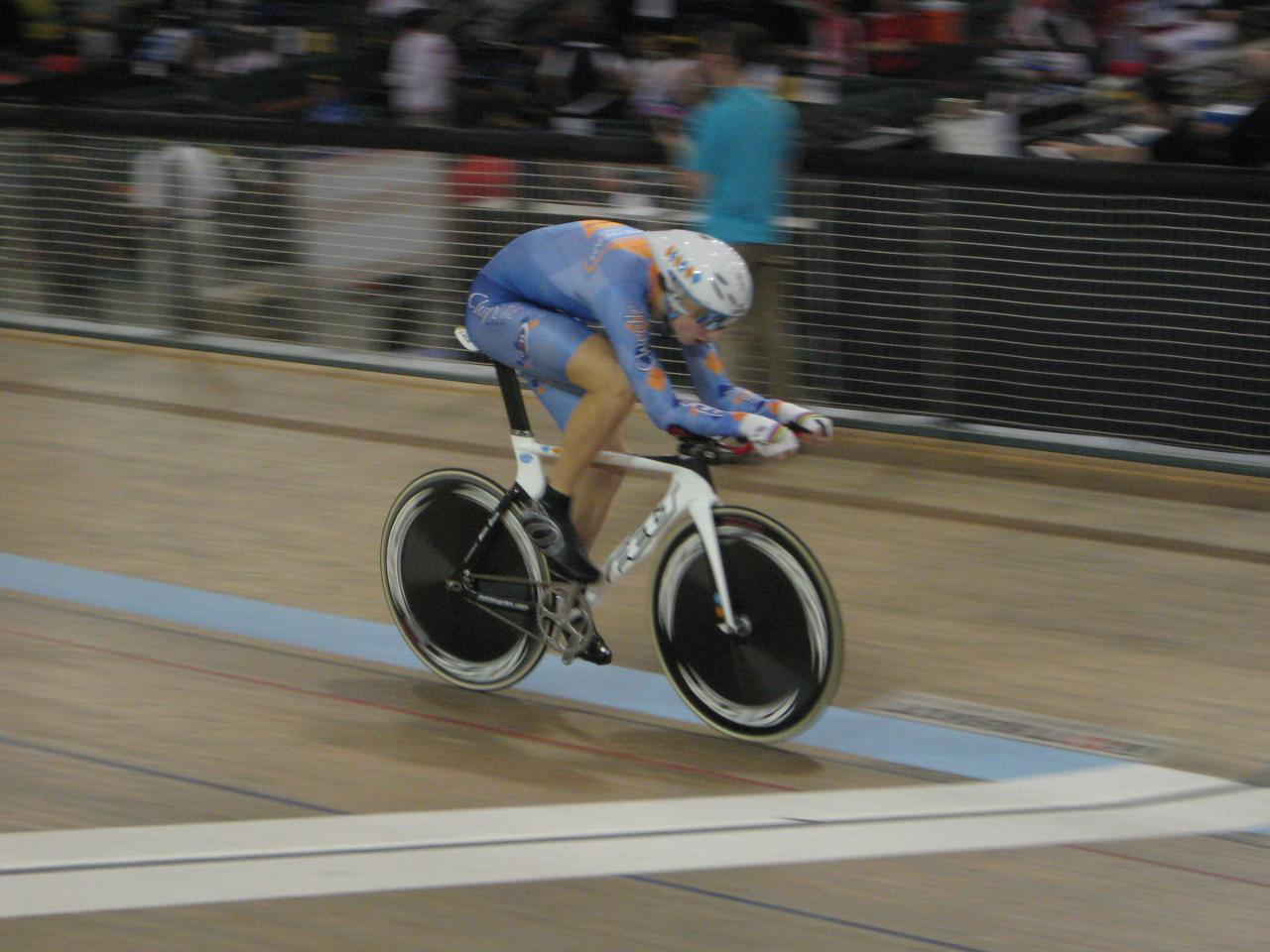
Taylor numa competição de ciclismo de pista.